# أشبورية
الأشبورية أو الكَركارية (بالإنجليزية: Caracara)‏، هي أسرة من الطيور تتبع فصيلة الصقريات، يستوطن أمريكا الوسطى وأمريكا الجنوبية وأنحاء قليلة من الولايات المتحدة.

## الأنواع
لأسرة الكاراكارا خمسة أجناس وإحدى عشر نوعاً غير منقرض:
- جنس دابتريوس (Daptrius):
  - الكاراكارا الأسود (Daptrius ater)
- جنس آبيكتر (Ibycter):
  - كاراكارا أحمر الحنجرة (Ibycter americanus)
- جنس فالكوبوينوس (Phalcoboenus):
  - الكاراكارا اللحيمي (Phalcoboenus carunculatus)
  - الكاراكارا الجبلي (Phalcoboenus megalopterus)
  - كاراكارا أبيض الحنجرة (Phalcoboenus albogularis)
  - الكاراكارا المخطط (Phalcoboenus australis)
- جنس الأشبور (Caracara):
  - كاراكارا متوج شمالي (Caracara cheriway)
  - كاراكارا متوج جنوبي (Caracara plancus)
  - كاراكارا غوادالوبي (Caracara lutosa) نوع منقرض
- جنس القوقش (Milvago):
  - كاراكارا أصفر الرأس (Milvago chimachima)
  - كاراكارا شيمانغو (Milvago chimango)